# Mythimna
Mythimna é um gênero de traça pertencente à família Arctiidae.

## Espécies
- Mythimna albicosta Moore, 1881
- Mythimna draudtiana Bryk, 1942
- Mythimna draudtiphila Bryk, 1948
- Mythimna duplicata Butler, 1889
- Mythimna limbopuncta Strand, 1920
- Mythimna milloti Rungs, 1955
- Mythimna pallidior Draudt, 1950
- Mythimna polyrabda Hampson, 1905
- Mythimna postica Hampson, 1905
- Mythimna prominens Moore, 1881
- Mythimna riparia Boisduval, 1829
- Mythimna rufipennis Hampson, 1894
- Mythimna uniformis Strand, 1917
- Mythimna vumbaensis Legrain